# آبشار مانیاوا
آبشار مانیاوا (به اوکراینی: Манявський водоспад) بلندترین آبشار در کوه‌های کارپات که در استان ایوانو فرانکیسوک اوکراین واقع شده‌است. آبشار به درهٔ عمیقی تقریباً به طول ۲۰۰ متر می‌ریزد و دارای یک دریاچه کوچک نیز هست.